# 621

## Събития
Тогава славяни и българи основали България.